# مل بی
ملانی جنین براون (به انگلیسی: Melanie Janine Brown) شناخته شده با نام مل بی (به انگلیسی: Mel B)، ۲۹ مهٔ ۱۹۷۵ خواننده و ترانه‌سرا اهل انگلستان است. وی معروف به scary spice است که نشانهٔ جذابیت او است و طرفدار زیادی دارد.
او از سال ۱۹۹۰ عضو گروه اسپایس گرلز بود. این گروه با فروش ۸۵ میلیون اثر، به عنوان پرفروش‌ترین گروه خواننده زن تمام دوران شناخته می‌شود. وی با اسپایس گرلز کنسرت‌های زیادی رادر کشورهای انگلیس و ایرلند و آمریکا و ترکیه و… برپا کردند و اسپایس گرلز را به محبوبترین گروه خوانندگی دنیا تبدیل کردند.
او در سال ۲۰۱۴ (میلادی) داور مسابقه ایکس فاکتور بریتانیا شد. همچنین از سال ۲۰۱۳ (میلادی) تا به کنون، وی داور مسابقه آمریکا استعداد دارد است.
در ۸ دسامبر ۲۰۱۴ مشخص شد که به خاطر عملی جراحی لیزر مشکل‌داری که ۱۵ سال پیش داشته‌است، بینایی یک چشم خود را از دست داده‌است.
وی ۳ بار ازدواج کرده که آخرین ازدواج او با استفان بلافانته (بازیگر آمریکایی) بود که حاصل این ازدواج‌ها فرزندانی به نام آنجلیکا، فنیکس و مدیسون بوده‌است.